# Clifford McIntire

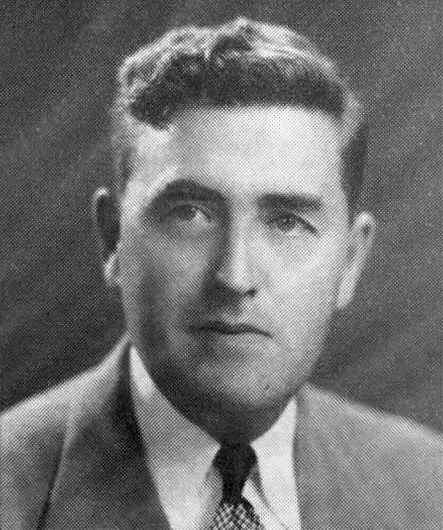
Clifford McIntire

Clifford Guy McIntire (* 4. Mai 1908 in Perham, Aroostook County, Maine; † 1. Oktober 1974 in Bangor, Maine) war ein US-amerikanischer Politiker. Zwischen 1951 und 1965 vertrat er den Bundesstaat Maine im US-Repräsentantenhaus.

## Leben
Clifford McIntire besuchte die öffentlichen Schulen seiner Heimat und danach die Washburn High School. Danach studierte er bis 1930 an der University of Maine Landwirtschaft. Zwischen 1930 und 1952 war er in Perham als Farmer tätig. Von 1933 bis 1947 fungierte er außerdem als Verwalter der Kreditanstalt für Farmer (Farm Credit Administration) in Springfield (Massachusetts). Von 1947 bis 1951 war McIntire stellvertretender Manager der Firma Maine Potato Growers, Inc., die Kartoffeln vermarktete.
Politisch war McIntire Mitglied der Republikanischen Partei. Nach dem Tod des Kongressabgeordneten Frank Fellows im Jahr 1951 wurde er im dritten Wahlbezirk von Maine als dessen Nachfolger in das US-Repräsentantenhaus in Washington, D.C. gewählt. Dort trat er am 22. Oktober 1951 sein neues Mandat an. Nach einigen Wiederwahlen konnte er seinen Distrikt bis zu dessen Auflösung am 3. Januar 1963 im Kongress vertreten. Dann kandidierte er bei den Wahlen des Jahres 1962 im zweiten Bezirk. Nach seinem Wahlsieg übernahm er am 3. Januar 1963 den bisher von Stanley R. Tupper gehaltenen Abgeordnetensitz. Im Jahr 1964 verzichtete er auf eine weitere Kandidatur für das Repräsentantenhaus. Während seiner Zeit als Parlamentarier fand der Koreakrieg statt und es begann der Vietnamkrieg. Im Kongress wurden der 23. und der 24. Verfassungszusatz beraten und verabschiedet.
Im Jahr 1964 kandidierte McIntire erfolglos für den US-Senat. Danach war er als Direktor bei der American Farm Bureau Federation tätig, ehe er von 1969 bis 1970 einer von Präsident Richard Nixon ins Leben gerufenen Kommission zur Entwicklung des ländlichen Raums angehörte. Kurz vor seinem Tod im Jahr 1974 wurde er von Präsident Gerald Ford in die neu geschaffene United States Railway Association berufen. Clifford McIntire starb am 1. Oktober 1974 in Bangor.